# Otok Badija
Otok Badija är en ö i Kroatien.   Den ligger i länet Dubrovnik-Neretvas län, i den sydöstra delen av landet, 300 km söder om huvudstaden Zagreb. Arean är 0,97 kvadratkilometer.
Terrängen på Otok Badija är platt. Öns högsta punkt är 68 meter över havet. Den sträcker sig 1,0 kilometer i nord-sydlig riktning, och 1,6 kilometer i öst-västlig riktning.